# Imposto de solidariedade
O imposto de solidariedade é uma iniciativa do governo da Alemanha para ajudar economicamente a região onde se situava a antiga Alemanha Oriental. A Alemanha aumentou os impostos para ajudar a recuperação econômica da parte oriental.
Isso gerou muita insatisfação para o povo da parte Ocidental da Alemanha, que tinha que custear a recuperação da parte oriental. Também foi chamada assim pois os habitantes da Alemanha Oriental achavam os habitantes da Alemanha Ocidental solidários.